# Аријанова (Казерта)
Аријанова је насеље у Италији у округу Казерта, региону Кампанија.
Према процени из 2011. у насељу је живело 40 становника. Насеље се налази на надморској висини од 100 м.